# Municipio Saipina
Das Municipio Saipina ist ein Verwaltungsbezirk im Departamento Santa Cruz im Tiefland des südamerikanischen Anden-Staates Bolivien.

## Lage im Nahraum
Das Municipio Saipina ist eines von zwei Municipios in der Provinz Manuel María Caballero. Es grenzt im Westen und Südwesten an das Departamento Cochabamba und im Osten und Norden an das Municipio Comarapa.
Das Municipio liegt zwischen 17°52' und 18°12' südlicher Breite und 64°30' und 64°50' westlicher Länge, es erstreckt sich etwa 20 Kilometer in nord-südlicher und ebenfalls 20 Kilometer in ost-westlicher Richtung. Zentraler Ort des Municipios ist die Stadt Saipina mit 4.090 Einwohnern (Volkszählung 2012) am Südwestrand des Municipios.

## Geographie
Das Municipio Saipina liegt am südöstlichen Rand des Gebirgszuges der Cordillera Oriental, der den Übergang vom bolivianischen Tiefland zu den Hochgebirgsketten der Anden bildet. Das Klima ist semarid und ein typisches Tageszeitenklima, bei dem die mittleren Temperaturunterschiede zwischen Tag und Nacht deutlicher ausgeprägt sind als zwischen den Jahreszeiten.
Die Jahresdurchschnittstemperatur beträgt etwa 26 °C und schwankt nur unwesentlich zwischen 23 °C im Juli und 28 °C von November bis Januar (siehe Klimadiagramm Comarapa). Der Jahresniederschlag beträgt etwas mehr als 500 mm und erreicht nur in den Sommermonaten im Januar und Februar Monatswerte von knapp über 100 mm; die Trockenzeit mit Werten deutlich unter 30 mm von April bis Oktober ist jedoch verhältnismäßig lang.

## Bevölkerung
Die Einwohnerzahl des Municipios ist zwischen 1992 und 2024 um knapp die Hälfte angestiegen:
| Jahr | Einwohner | Quelle       |
| ---- | --------- | ------------ |
| 1992 | 4228      | Volkszählung |
| 2001 | 5350      | Volkszählung |
| 2012 | 7390      | Volkszählung |
| 2024 | 6057      | Volkszählung |

Die Bevölkerungsdichte des Municipios bei der letzten Volkszählung von 2024 betrug 12,6 Einwohner/km². Die Lebenserwartung der Neugeborenen betrug 61,5 Jahre, die Säuglingssterblichkeit war von 9,2 Prozent (1992) auf 7,3 Prozent im Jahr 2001 gesunken.
Der Alphabetisierungsgrad bei den über 6-Jährigen ist von 81,0 Prozent (1992) auf 87,0 Prozent angestiegen. 96,7 Prozent der Bevölkerung sprechen Spanisch, 34,2 Prozent sprechen Quechua und 2,3 Prozent Aymara.
51,4 Prozent der Bevölkerung haben keinen Zugang zu Elektrizität, 47,1 Prozent leben ohne sanitäre Einrichtung. (2001)
73,9 Prozent der 1.205 Haushalte besitzen ein Radio, 35,9 Prozent einen Fernseher, 53,6 Prozent ein Fahrrad, 6,62 Prozent ein Motorrad, 9,5 Prozent ein Auto, 12,4 Prozent einen Kühlschrank, und 0,7 Prozent ein Telefon. (2001)

## Politik
Ergebnis der Regionalwahlen (concejales del municipio) vom 4. April 2010:
| Wahl- berechtigte |  | Wahl- beteiligung | gültige Stimmen |  | MAS-IPSP | VERDES |
| ----------------- |  | ----------------- | --------------- |  | -------- | ------ |
| 2.392             |  | 2.038             | 1.598           |  | 956      | 642    |
|                   |  | 85,2 %            | 78,4 %          |  | 59,8 %   | 40,2 % |

Ergebnis der Regionalwahlen (elecciones de autoridades políticas) vom 7. März 2021:
| Wahl- berechtigte |  | Wahl- beteiligung | gültige Stimmen |  | MAS-IPSP | CREEMOS | SOL    | UNIDOS | ASIP   | MNR    |
| ----------------- |  | ----------------- | --------------- |  | -------- | ------- | ------ | ------ | ------ | ------ |
| 3.811             |  | 3.395             | 3.059           |  | 1.870    | 948     | 119    | 88     | 30     | 4      |
|                   |  | 89,08 %           | 90,10 %         |  | 61,13 %  | 30,99 % | 3,89 % | 2,88 % | 0,98 % | 0,13 % |

## Gliederung
Das Municipio Saipina untergliedert sich in die folgenden drei Kantone (cantones):
- Cantón Chilón – 5 Vicecantones – 13 Gemeinden – 1.787 Einwohner
- Cantón Oconi – 2 Vicecantones – 3 Gemeinden – 313 Einwohner
- Cantón Saipina – 4 Vicecantones – 6 Gemeinden – 3.250 Einwohner

## Ortschaften im Municipio Saipina
Die einzige nennenswerte Ortschaft ist Saipina.